# ニーナ・タイショーツ
ニーナ・タイショーツ（Nina Teicholz, 1965年5月7日 - ）は、アメリカ合衆国のサイエンス・ジャーナリスト、作家。
「動物性脂肪はヒトの健康を脅かすものであり、避けるべきである」とする従来の栄養学に対して真っ向から異を唱え、「忌避すべきではなく積極的に摂取すべき」と主張していることで知られる。

## 生い立ちと教育
カリフォルニア州ノース・バークレー(North Berkeley)に生まれ育つ。
スタンフォード大学にて、アメリカ合衆国における文明についての研究で学位を取得し、オックスフォード大学にて、ラテン・アメリカにおける文明についての研究で修士号を取得した。

## 活動と主張
『ナショナル・パブリック・ラジオ』（ National Public Radio ）にて記者を務めたのち、フリーランスとなり、『ニューヨーク・タイムズ』（ The New York Times ）、『ワシントン・ポスト』（ The Washington Post ）、『グルメ誌』（ Gourmet ）、『ザ・ニューヨーカー』（ The New Yorker ）、『エコノミスト』（ The Economist ）、『Salon.com』（雑誌『サロン』）、『メンズ・ヘルス』（ 『Men's Health』 ）といった様々な雑誌に記事を寄稿している。食通向けの食べ物についての内容を記した一続きの記事を連載するうちに、食べ物に含まれる脂肪分に興味を抱くようになる。2004年には、トランス脂肪酸についての記事の執筆を任されたという。このトランス脂肪酸に関する記事を担当するまで、彼女は長年に亘って菜食主義者であった。
2014年に出版した著書『The Big Fat Surprise: Why Butter, Meat and Cheese Belong in a Healthy Diet』（『大がかりな仕掛け ～バター、肉、チーズを食べれば健康になれる～』）は、アメリカ合衆国政府が国民に向けて発表してきた食生活指針についての歴史を叙述している。彼女は同書で、指針が決まった根拠となるものと、それを決定付けたロビイストたちによる圧力の影響力について詳述したうえで、「動物性脂肪を避けることは本当に有益なのか？」と疑問を投げかけている。彼女は「家族全員で、バターを食べ、牛乳を飲みましょう。チーズ、内臓肉(Offal)、ソーセージ、ベーコンをまとめ買いしましょう」と記述している。本書はニューヨーク・タイムズが発表したベストセラーの一覧に入り、『ウォール・ストリート・ジャーナル』（ The Wall Street Journal ）は2014年に発行されたノンフィクション作品のベスト10の1つに本書を指名し、『エコノミスト誌』は本書を2014年で最良の科学書の一冊として認定した。一方で、従来の栄養学を学んだ栄養士やニューヨーク大学の栄養学教授、マリオン・ネッスル(Marion Nestle)は本書の内容を批判している。
2014年10月、タイショーツはウォール・ストリート・ジャーナル誌にて、自身の著書とほぼ同じ内容の記事を執筆した。この記事は、ヘッジ・ファンドの創設者で証券投資家、ジョン・ダグラス・アーノルド(John Douglas Arnold')に注目された。彼は自身の妻・ローラとともに『アーノルド財団』(Arnold Ventures LLC)を運営しており、『The Nutrition Science Initiative』、『The Action Now Initiative』、『The Nutrition Coalition』を通じて「肥満との戦争」に参加する人を募り、その人たちに資金を提供していた。
2015年2月、アメリカ食生活指針諮問委員会(The US Dietary Guidelines Advisory Committee)は、アメリカ国民が採用すべきとする食事についての指針についてまとめた報告書を発表した。タイショーツはこの報告書の内容を批判し、ニューヨーク・タイムズは彼女による批判を記事にして掲載した。『ブリティッシュ・メディカル・ジャーナル』(The British Medical Journal)は、タイショーツがアメリカ食生活指針諮問委員会が出した報告書を批判する内容の記事を2015年9月に掲載した。アーノルド財団は、タイショーツによる研究に資金を提供した。その記事の内容は「アメリカ食生活指針諮問委員会の委員たちの頭の中は、肉と脂肪に対する偏見で凝り固まっており、誰でも入手可能な証拠も示さず、利益相反行為（ Conflicts of Interest ）も公表しようとしない」というものであった。ブリティッシュ・メディカル・ジャーナル誌は、自社の雑誌に正式に掲載する前の査読が完了していた内容を報道発表したことで、彼女の主張は広く知られるようになった。
しかし、彼女の主張は、アメリカ食生活指針諮問委員会、アメリカ合衆国保健福祉省(The United States Department of Health and Human Services)、公益科学本部(The Center for Science in the Public Interest)から厳しく批判された。彼らは180人の科学者による署名を得た請願書を作成したうえで、ブリティッシュ・メディカル・ジャーナル誌に対して「記事を撤回するか、さもなくば記事内容を訂正せよ」と要求した。ブリティッシュ・メディカル・ジャーナル誌は、2015年10月と2016年12月に、内容を訂正した記事を発表した。2016年のものについては独立審査が行われたのち、同誌は「記事の撤回はしない」との声明を発表した。
そのころ、アーノルド財団は、アメリカ食生活指針諮問委員会が公表した報告書について、議会による公聴会を開催するよう要求していた。財団は、この指針が国民に周知されるのを阻止しようとした。財団のロビイストグループは、議員およびホワイトハウスの職員に対し、タイショーツによる登壇の機会を手配した。アメリカ国民が肉や乳製品を沢山食べるよう促すロビー活動や宣伝活動について、タイショーツとアーノルド財団は、「彼らは食肉業界や乳製品業界と同盟を結んでいる」と批判された。また、彼女は低糖質・高脂肪な食事（炭水化物制限食）を強く推進しているが、マリオン・ネッスルは「現在の栄養学の常識に対して真っ向から戦いを挑むような行為は、公衆衛生の促進という点においては何の役にも立たない」とその姿勢を批判している。
タイショーツは牛肉を食べることを推奨している。牛肉産業に従事しているアマンダ･レイドゥキ(Amanda Radke)は、『ビーフ・デイリー』（『BEEf Daily』）にて「世間一般で言われているような『健康への助言』に反する形で、タンパク質と脂肪を豊富に含む動物性食品を食べるよう奨める人はたくさんいる。ニーナ・タイショーツやゲアリー・タウブス(Gary Taubes)のような人たちのように」と書いている。
2017年、医師のサリム・ユスフ(en:Salim Yusuf)は「彼女は栄養学の常識に揺さぶりをかけたが、それは正しかった」と述べるも、ただちに批判された。ユスフは、「主流の栄養学の常識には反するが、重要となりうる意見」を求めていた。

## 選集
- Billings, J.; Teicholz, N. (1 November 1990). “Uninsured patients in District of Columbia hospitals”. Health Affairs 9 (4):  158–165. doi:10.1377/hlthaff.9.4.158.
- “Nina Teicholz Reports On The Avon Ladies Of The Amazon.” (英語). NPR. (1996年6月20日)
- Teicholz, Nina (1998年10月22日). “Library/Web Sites for Women; Offerings That Include Both Fluff and Finance”. The New York Times
- Teicholz, Nina (1999年3月29日). “Talk of the Town: Table Talk” (英語). The New Yorker
- Teicholz, Nina (2000年7月17日). “When drugs take a holiday”. Salon
- Teicholz, Nina (2004年6月). “Heart Breaker” (英語). Gourmet Magazine
- Teicholz, Nina (2006年4月16日). “Op-Ed: Nuggets of Death”. The New York Times
- Teicholz, Nina (2007年10月10日). “What if Bad Fat is Actually Good for You?” (英語). Men's Health
- Teicholz, Nina (2014年6月2日). “How Americans Got Red Meat Wrong”. The Atlantic
- Teicholz, Nina (2014年10月28日). “Op-Ed: The Last Anti-Fat Crusaders”. Wall Street Journal
- Teicholz, Nina (2015年2月20日). “Op-Ed:  The Government’s Bad Diet Advice”. The New York Times
- Teicholz, Nina (2017年7月23日). “Op-ed: Don't believe the American Heart Assn. — butter, steak and coconut oil aren't likely to kill you”. Los Angeles Times

## 著書
- The big fat surprise: why butter, meat, and cheese belong in a healthy diet　ISBN 978-1451624427

## 参考
1. ↑  Duggan, Tara (2017年1月11日). “Fat finds favor on U.S. tables again”. San Francisco Chronicle
2. 1 2  Nina Teicholz in Contemporary Authors Online. Gale, 2015. Accessed 18 Feb. 2018.
3. ↑  “Journalist Nina Teicholz: In the world of nutrition, a bulldozer for truth”. Diet Doctor. 2018年6月10日閲覧。
4. ↑  Glastris, Kukula (2015年1月4日). “Meat Puppets”. Washington Monthly
5. ↑  Ward, Tricia; Teicholz, Nina (2015年2月9日). “An Interview With The Big Fat Surprise Author Nina Teicholz”. Medscape
6. ↑  Ward, Tricia; Teicholz, Nina (4 April 2019). Big Fat Nutrition Policy. The Cato Institute.
7. ↑  Kolbert, Elizabeth (2014年7月20日). “Stone Soup” (英語). The New Yorker
8. ↑  “The case for eating steak and cream” (英語). The Economist. (2014年5月31日)
9. ↑  “Food and Diet Books - Best Sellers” (英語). New York Times. (2014年6月8日)
10. ↑  Russell, Anna; Thompson, Stuart A. (2014年12月12日). “Best Books of 2014: A Compilation” (英語). The Wall Street Journal
11. ↑  “Books of the Year: Page turners” (英語). The Economist. (2014年12月4日)
12. 1 2 3 4 5  Nestle, Marion (2015年9月28日). “Never a dull moment: the BMJ’s attack on the Dietary Guidelines Advisory Committee report”. Food Politics
13. ↑  Labos, Christopher (2015年3月2日). “Listen to the doctor: Too much fat is still bad for you” (英語). CBC News
14. 1 2 3 4 5  Purdy, Chase; Bottemiller Evich, Helena (2015年10月7日). “The money behind the fight over healthy eating”. Politico
15. 1 2  Nestle, Marion (2015年2月23日). “Dietary guidelines shouldn’t be this controversial”. Food Politics
16. ↑  Teicholz, N (23 September 2015). “The scientific report guiding the US dietary guidelines: is it scientific?”. BMJ (Clinical Research Ed.) 351:  h4962. doi:10.1136/bmj.h4962. PMID 26400973.
17. 1 2 3  Duhaime-Ross, Arielle (2015年9月23日). “Medical journal’s bogus investigation could derail better dietary guidelines”. The Verge  Follow up: Duhaime-Ross, Arielle (2015年9月28日). “Medical journal will 'clarify' its bogus investigation of US food committee”. The Verge
18. ↑  Apple, Sam (2015年10月14日). “What the Government’s Dietary Guidelines May Get Wrong” (英語). The New Yorker
19. ↑  Sifferlin, Alexandra (2015年9月23日). “Here’s What’s Wrong With the U.S. Dietary Guidelines” (英語). Time
20. ↑  Wilde, Parke (2015年9月26日). “British Medical Journal (BMJ) gives low-carb journalist Nina Teicholz an outlet to blast the Dietary Guidelines Advisory Committee (DGAC)”. U.S. Food Policy
21. ↑  Apple, Sam (2017年1月22日). “John Arnold Made a Fortune at Enron. Now He's Declared War on Bad Science”. Wired
22. ↑  “BMJ won't retract controversial dietary guidelines article, says author | Retraction Watch”. Retraction Watch. (2016年9月23日)
23. ↑  “Corrections: The scientific report guiding the US dietary guidelines: is it scientific?”. BMJ 351:  h5686. (23 October 2015). doi:10.1136/bmj.h5686. PMID 26500345.
24. ↑  “Corrections: The scientific report guiding the US dietary guidelines: is it scientific?”. BMJ:  i6061. (2 December 2016). doi:10.1136/bmj.i6061.
25. ↑  “Press release: Independent experts find no grounds for retraction of The BMJ article on dietary guidelines”. BMJ. (2016年12月2日)
26. ↑  Shanker, Deena. “The Political Clout of the Meat Industry”. The Atlantic
27. ↑  Picard, Joe (2015年10月20日). “Coalition is full of baloney on nutrition guidelines” (英語). TheHill
28. 1 2  Radke A (2 December 2018). “Cowboy Ninja & Beef Checkoff create rancher fitness program”. Beef Daily (Informa).
29. ↑  “Top Cardiologist Blasts Nutrition Guidelines” (英語). (2017年2月27日) 2018年5月22日閲覧。
30. ↑  Phend, Crystal (2017年3月2日). “Fat Wars: Diet Docs Have Salim Yusuf in the Cross Hairs” (英語). MedPage Today